# Springfield (Dacota do Sul)
Springfield é uma cidade localizada no estado norte-americano de Dakota do Sul, no Condado de Bon Homme.

## Demografia
Segundo o censo norte-americano de 2000, a sua população era de 792 habitantes.
Em 2006, foi estimada uma população de 1516, um aumento de 724 (91.4%).

## Geografia
De acordo com o United States Census Bureau tem uma área de
1,7 km², dos quais 1,7 km² cobertos por terra e 0,0 km² cobertos por água. Springfield localiza-se a aproximadamente 396 m acima do nível do mar.

## Localidades na vizinhança
O diagrama seguinte representa as localidades num raio de 24 km ao redor de Springfield.